# Brahms-Pavillon

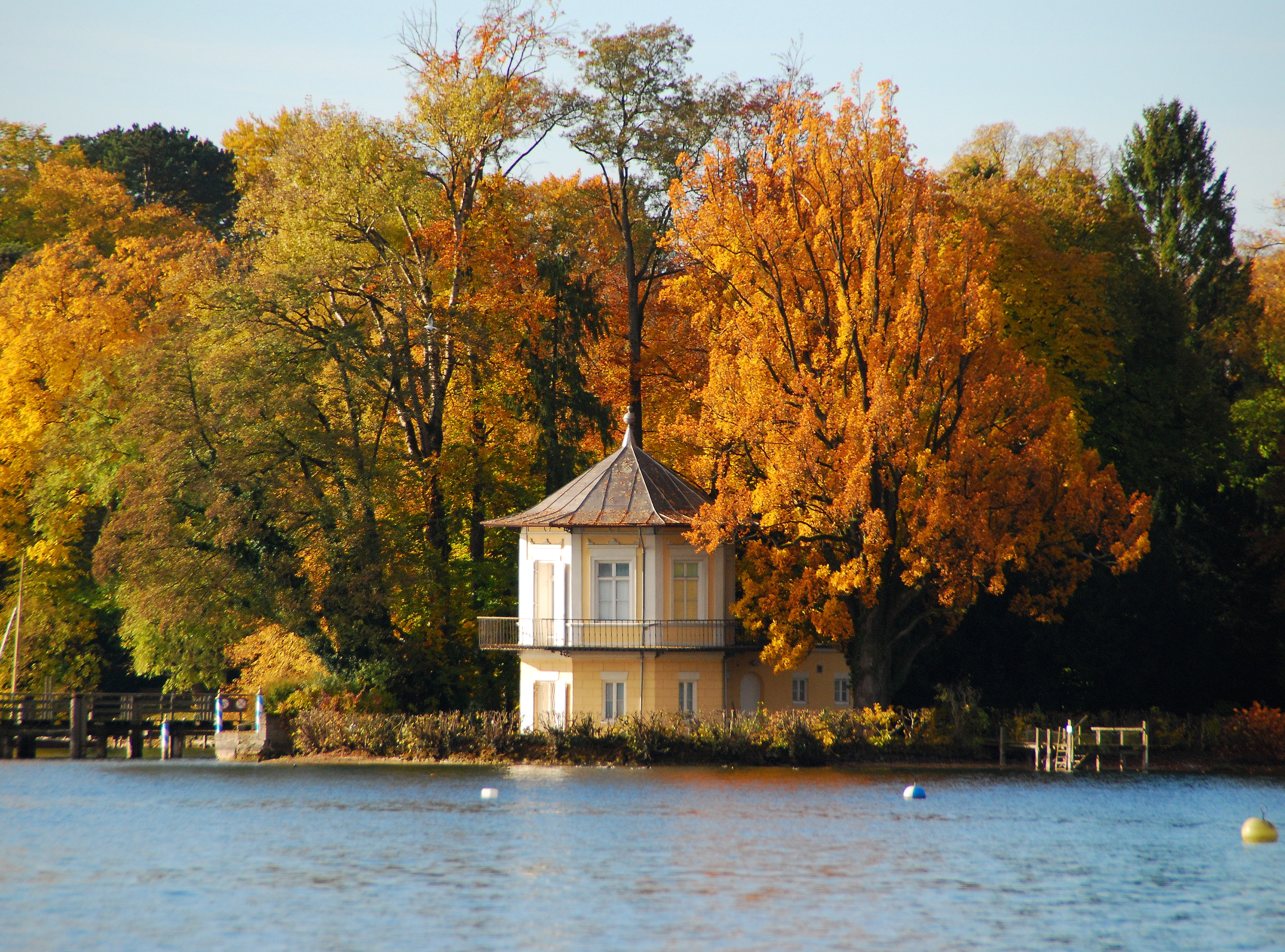
Brahms-Pavillon

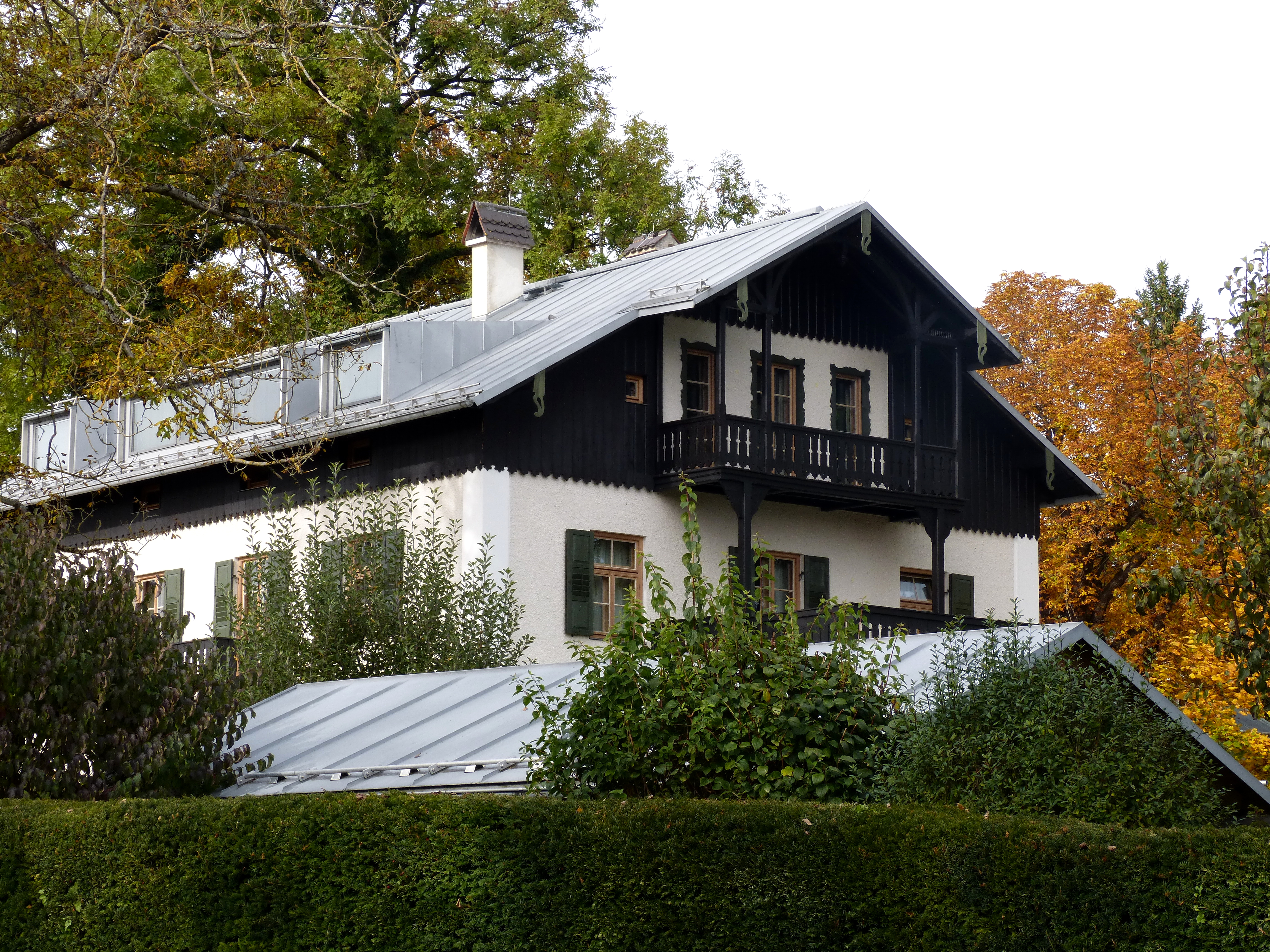
Brahms-Haus, ehemalige Fremdenpension

Der Brahms-Pavillon ist ein 1871 erbauter spätklassizistischer Bau am Starnberger See in Tutzing. Der  Pavillon steht unter Denkmalschutz.

## Beschreibung
Zuerst diente der erdgeschossige Bau als Fischerhaus. 1873 wurde er als Musikpavillon von Johannes Brahms genutzt.
1902 wurde der Pavillon von Max Ostenrieder aufgestockt, umgebaut und um ein Bootshaus ergänzt. Ein neubarocker geschmiedeter Zaun mit großem Tor steht ebenfalls unter Denkmalschutz. Der Pavillon ist in Privatbesitz und nicht öffentlich zugänglich. Er liegt wenige Meter vom Tutzinger Schifffahrt-Anleger entfernt.

## Nutzung durch Johannes Brahms

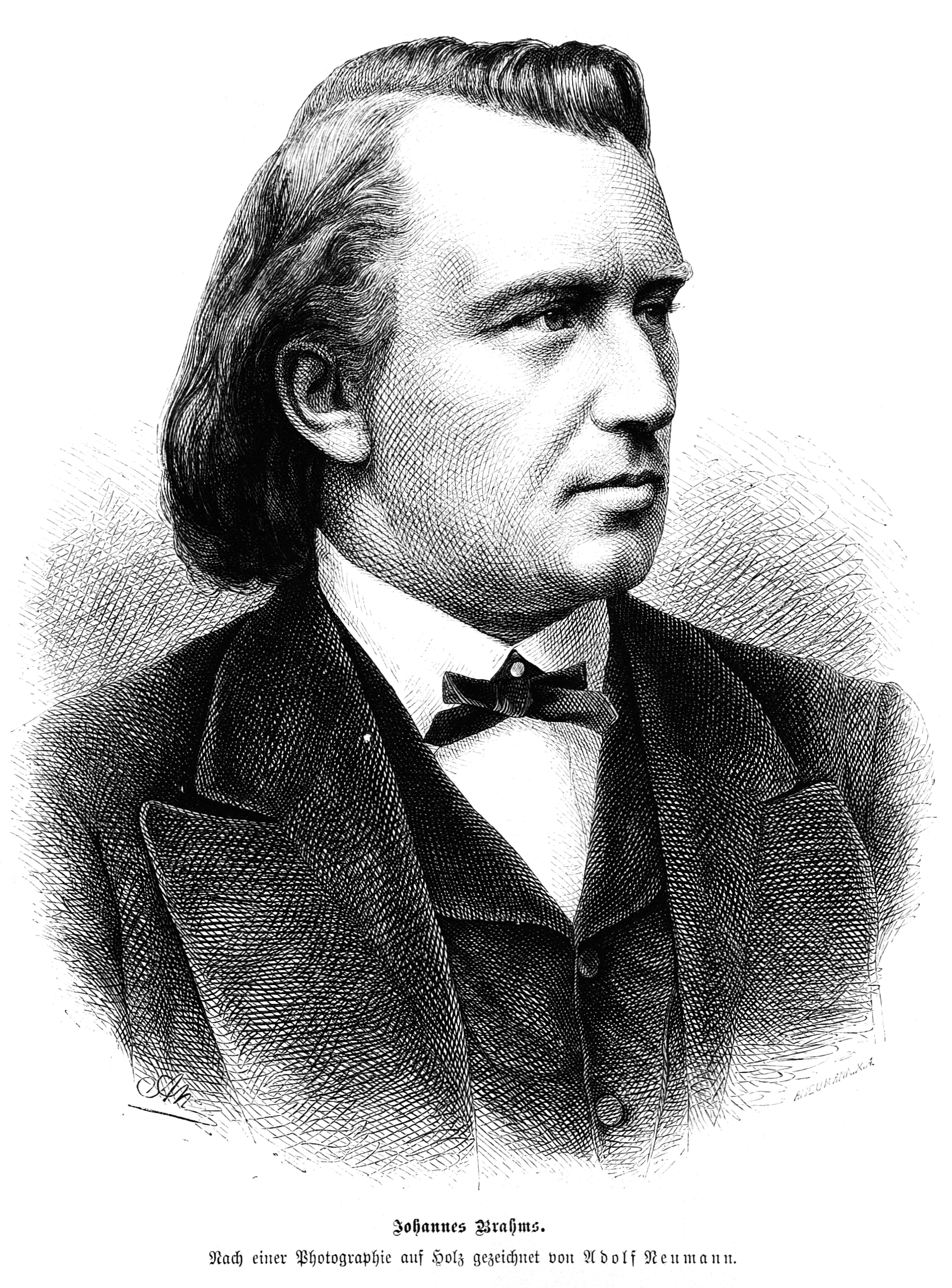
Johannes Brahms (1880)

Johannes Brahms wurde namensgebend für den Pavillon. Er verbrachte den Sommer 1873 in Tutzing in einer Fremdenpension (später Brahms-Haus genannt) und komponierte hier unter anderem die Haydn-Variationen. Auch im Brahms-Pavillon komponierte er.
In Tutzing vollendete er die Streichquartette c-Moll und a-Moll op.51 sowie die Lieder und Gesänge op.59, die auch im Brahms-Pavillon, dem Musikpavillon des hier ansässigen Ehepaars Vogl, erstmals aufgeführt wurden.
Das jährliche Musikfestival Brahmstage in Schloss Tutzing erinnert an Brahms in Tutzing.